# Nacionalni park Réunion
Nacionalni park Réunion nalazi se na otoku Réunion, francuskom prekooceanskom departmanu u Indijskom oceanu. Osnovan je 5. ožujka 2007. godine, spojivši do tada postojeće rezervate prirode (Saint-Philippe Mare-Longue i La Roche Écrite) kako bi se zaštitila priroda planinskog područja Réuniona, Les Hauts. Park čine dva spojena planinska masiva s visokim vulkanskim vrhovima, masivnim liticama tri okrugla ulegnuća, šumoviti klanci i doline; iznimno slikoviti krajolik. 
U Nacionalnom parku, veličine 1,054.47 km² (40% cijelog otoka), nalazi se zaštićena suptropska šuma Mare-Longue koja je dom, između ostalih, endemskim vrstama puža Erepta setiliris i šumske ptice gusjenicojeda Coracina newtoni. Zapravo, broj endemskih vrsta na otoku Réunion je trostruko veći od onog na Havajima, ili četverostruko tog broja na Galapagosu.
God. 2010., Nacionalni park Réunion je upisan na UNESCO-ov popis mjesta svjetske baštine u Africi kao prirodni fenomen izvanredne ljepote i mjesto neprekinutih bioloških i ekoloških procesa, te mjesto u kome obitava veliki broj raznolikih i ugroženih živih vrsta.
- Selo Mafate u jednom klancu
- Oznaka šume Mare-Longue
- Erepta setiliris
- Endemska Dombeya ficulnea

## Vanjske poveznice
- Službena stranica Nacionalnog parka Reunion
- Prirodni rezervat Saint-Philippe Mare-Longue  Arhivirana inačica izvorne stranice od 16. veljače 2012. (Wayback Machine) (fr.)